# O Corcunda do Rei da China
O corcunda do rei da China é um conto de humor negro de As Mil e uma Noites sobre as tentativas sucessivas de um alfaiate, um médico judeu, o despenseiro do sultão e um corretor cristão de se livrarem do cadáver de um corcunda bufão do rei da China. A história guarda certa semelhança com o filme de humor negro de Alfred Hitchcock O Terceiro Tiro.
A história transcorre na região islamizada da China, atual Xinjiang, governada pelo chamado “sultão da China”. Um dos tradutores da obra para o inglês, Richard Burton, observa que, embora em algumas versões a história transcorra em outros locais, ele prefere a China por ser mais distante e tornar as improbabilidades da história ainda mais notáveis.
Aqui temos uma estrutura complexa de encadeamento de histórias. No primeiro nível, temos a história do corcunda morto. No segundo nível, os quatro suspeitos do assassinato – o alfaiate, o médico judeu, o despenseiro e o corretor cristão – narram suas histórias (segundo nível), todas envolvendo protagonistas com algum defeito (três mutilados e um manco), que contam como chegaram àquele estado (terceiro nível). Ainda no terceiro nível, o barbeiro, personagem da história do alfaiate, conta um episódio de sua própria vida e as histórias de cada um de seus seis irmãos, todos defeituosos: um caolho, um paraplégico, um corcunda, um cego, um de orelhas cortadas e um de lábios cortados.

## O corcunda do rei da China
O alfaiate convida o corcunda para vir jantar em sua casa mas, ao forçá-lo a comer um pedaço de peixe, o corcunda se engasga com a espinha e morre. O alfaiate tenta se livrar do corpo abandonando-o no consultório do médico judeu, que, ao descer a escada no escuro, tropeça no corcunda, que rola escada abaixo, levando o judeu a achar que foi ele quem o matou. O judeu lança o corpo do seu terraço para a casa do vizinho despenseiro, que, julgando que o corcunda é um ladrão, golpeia-o com violência, e acaba acreditando que o matou. O despenseiro abandona o corpo num beco, onde um cristão bêbedo lhe dá uma surra e também acredita que o matou. O corpo do corcunda, bem como o alfaiate, o judeu, o despenseiro e o cristão, são conduzidos até o rei que se assombra com a história, ordena que seja registrada nos anais, e pergunta se “porventura vocês já ouviram algo mais assombroso do que o caso sucedido com esse corcunda?”, levando cada um dos quatro envolvidos a contar uma história. Se ao menos uma delas satisfizer ao rei, eles serão poupados da pena de morte. 

## O jovem mercador e sua amada[5]
História, contada pelo cristão, de um homem que dilapida todo seu dinheiro com uma mulher bonita até que a pobreza o força a roubar, levando à amputação de sua mão direita.

## O jovem de Bagdá e a criada de madame Zubayda[6]
História, contada pelo despenseiro, de um homem que não lava a mão depois de comer um ensopado temperado com cominho, na noite de seu casamento com uma das servidoras de uma das esposas do califa. Para se casar, teve de entrar clandestinamente no palácio do califa, arriscando a vida. Enfurecida com o fedor, a noiva lhe amputa os polegares de mãos e pés com uma navalha. 

## O jovem de Mossul e sua namorada ciumenta[7]
História, contada pelo médico judeu, de um homem que, em viagem a Damasco, conhece uma mulher intrigante com quem dorme duas noites. No terceiro encontro, ela traz consigo outra moça ainda mais bonita, permitindo que ele passe a noite com essa moça. De manhã o homem percebe que a primeira mulher decapitou a outra, por ciúmes. Enterra-a dentro da casa, e vai para o Cairo. Mais adiante, é falsamente acusado do roubo do colar da moça morta e tem sua mão decepada. No final, revela-se que as irmãs eram filhas do governador de Damasco, que indeniza a vítima da amputação pela injustiça.

## O jovem manco e o barbeiro de Bagdá[8]
História bem-humorada, contada pelo alfaiate, de um homem cujo encontro com a filha de um juiz, por quem se apaixonou, é inviabilizado pela ação do barbeiro que, em vez de se limitar à função de cortar seu cabelo, põe-se a tagarelar e a consultar o horóscopo, e não desgruda mais dele, a ponto de estragar seu encontro amoroso e fazer com que quebrasse a perna, tornando-se manco, e tivesse de abandonar a cidade de Bagdá.

## O barbeiro de Bagdá e seus irmãos[9]
Nesta história dentro da anterior, o próprio barbeiro, defendendo-se das acusações do alfaiate, narra um episódio de sua vida, em que por engano se juntou a um grupo de dez bandidos e quase foi decapitado junto com eles. Declara que, dentre todos os irmãos, ele é o menos tagarela e indiscreto, e o mais ajuizado. A seguir conta as peripécias de seus seis irmãos, figuras tragicômicas, enganadas por pessoas cruéis que nunca são punidas. As histórias dos irmãos do barbeiro têm por fonte uma obra de autor anônimo do século XIII ou XIV, “Histórias espantosas e crônicas prodigiosas”.

## O primeiro irmão do barbeiro[12]
O primeiro irmão do barbeiro, o corcunda, apaixona-se tão fortemente pela mulher do vizinho que passa a costurar de graça para o casal, perdendo assim seu ganha-pão e caindo na miséria. Além disso, é vítima de armadilhas, como acionar um moinho como se ele fosse um burro e ser flagrado em plena tentativa de adultério com a vizinha.

## O segundo irmão do barbeiro[13]
O segundo irmão do barbeiro, o paraplégico, deixa-se atrair por uma velha para uma “bela casa com jardim [...] e um rosto formoso, semelhante ao plenilúnio, para você abraçar”, mas lá acaba sofrendo as piores humilhações, como ser espancado, ter os bigodes arrancados e a barba cortada.

## O terceiro irmão do barbeiro[14]
O terceiro irmão do barbeiro, o cego, bate à porta de uma grande casa, pedindo esmola, mas, além de sair de mãos abanando, é seguido pelo dono da casa, que tem más intenções.

## O quarto irmão do barbeiro[15]
O quarto irmão do barbeiro, um azarado, quando trabalhava como açougueiro em Bagdá, foi enganado por um ancião, que durante meses pagou suas compras com moedas falsas. Quando foi reclamar, o ancião o acusou de vender carne humana. Na confusão, o irmão perdeu um olho. Tendo que mudar de cidade, tornou-se sapateiro. Um dia ouviu barulho de cascos e relinchos de cavalos. Era o sultão indo caçar, que tinha aversão por caolhos e ordenou que o espancassem. Em outra ocasião, ao ouvir novamente relinchos de cavalos, procurou se abrigar numa casa e foi acusado de ser um ladrão arrombador.

## O quinto irmão do barbeiro[16]
O quinto irmão do barbeiro, o de orelhas cortadas, era um pobretão que esmolava, até receber sua parte da herança do pai. Aplica o dinheiro em garrafas de vidro e resolve vendê-las, imaginando o grande lucro que terá ao aplicar e reaplicar o resultado das vendas, até que as garrafas quebram e o sonho se desfaz, numa história análoga à fábula de La Fontaine “A leiteira e o pote de leite”. A seguir, é atraído por uma velha a uma mansão onde roubam seu dinheiro e tentam matá-lo. 

## O sexto irmão do barbeiro[18]
O sexto irmão do barbeiro, o de lábios cortados, empobreceu após ter sido rico. Com fome, é admitido numa casa onde um homem o convida para um banquete, porém imaginário, o homem fazendo gestos de comer e oferecer os mais requintados pratos, mas eles não existem, tudo não passando de encenação, uma tortura para o irmão esfaimado.

## Conclusão
No final, o rei da China, tendo se divertido com a história do barbeiro, convoca-o à corte. Lá o barbeiro descobre que o corcunda ainda está vivo e remove a espinha entalada na sua garganta.